# Hugo Duensing
Hugo Berthold Heinrich Duensing (* 15. April 1877 in Hannover; † 28. November 1961) war ein deutscher Orientalist und evangelisch-lutherischer Theologe.

## Leben
Am 6. August 1906 erwarb er an der Georg-August-Universität Göttingen den Licentiatus theologiae. Nach der Ordination 1907 war er Pastor von 1907 bis 1909 in Bad Rehburg, von 1909 bis 1926 in Dassensen-Wellersen und von 1926 bis zu seiner Pensionierung 1947 Pastor an der Marktkirche St. Cosmas und Damian (Goslar).

## Schriften (Auswahl)
- Liefert das äthiopische Synaxar Materialien zur Geschichte Abessiniens? Für den zweiten, die Monate Magābīt bis Pāguemēn enthaltenden Teil des Synaxars untersucht. Göttingen 1900, OCLC 612943430.
- Christlich – palästinisch – aramäische Texte und Fragmente nebst einer Abhandlung über den Wert der palästinischen Septuaginta. Göttingen 1906, OCLC 250532178.
- Epistula apostolorum. Nach dem äthiopischen und koptischen Texte. Bonn 1925, OCLC 1158120381.
- Verzeichnis der Personen- und der geographischen Namen in der Mischna. Auf Grund der von Emil Schürer hinterlassenen einschlägigen Materialien. Stuttgart 1960, OCLC 797702040.